# Andrea Mutti
Pour les articles homonymes, voir Mutti.
Andrea Mutti, né le 5 mars 1973, est un dessinateur de bande dessinée italien, qui signe également sous le nom de Red.

## Biographie
Il a suivi une formation en géométrie puis il intègre l'école de la bande dessinée de Brescia. Il a travaillé pour Xenia Edizioni, Fenix, Star Comics ; en France, il a exercé pour Albin Michel et Vents d'Ouest.

## Œuvre

### Albums
- Arrivederci Amore, scénario de Luca Crovi, dessins d'Andrea Mutti, Vents d'Ouest, collection Turbulences

1. Histoire d'une canaille, 2004  (ISBN 2-7493-0159-9)
2. La Fin du match, 2005  (ISBN 2-7493-0198-X)

- Break Point, scénario de Philippe Saimbert, dessins d'Andrea Mutti, Albin Michel, collection BD Haute tension

1. La Matriochka, 2004  (ISBN 2-226-14793-4)[1],[2].
2. Le Cheval de Troie, 2004  (ISBN 2-226-15266-0).

- Les Brumes hurlantes, scénario de Philippe Saimbert, dessins d'Andrea Mutti, Albin Michel, collection BD Haute tension

1. Le Glaive de Gaïa[3],[4], 2005  (ISBN 2-226-15805-7)
2. Rêves de loup[5], 2006  (ISBN 2-226-16680-7)

- Campus Stellae, sur les chemins de Compostelle, scénario de Pierre-Roland Saint-Dizier, dessins d'Andrea Mutti, Glénat/Éditions du Patrimoine

1. Le Premier Chemin, 2013  (ISBN 978-2-7234-9278-2)
2. Les Deux Reliques, 2013  (ISBN 978-2-7234-9516-5)

- DMZ, scénario de Brian Wood, Urban Comics, collection Vertigo Classiques

11. Châtiment collectif, dessins d'Andrea Mutti, Nathan Fox, Danijel Žeželj, David Lapham et Cliff Chiang, 2012  (ISBN 978-2-365-77068-2)
- Les Filles de Soleil, dessins collectifs, Soleil Productions

Tome 12, 2008  (EAN 200-0-00-941565-0)
- Garous, scénario de Jean-Charles Gaudin, Soleil Productions

6. Sandra Morgan, dessins d'Andrea Mutti, 2011  (ISBN 978-2-302-01289-9)
- Ghost, scénario d'Andrea Mutti et Diego Cajelli, dessins d'Andrea Mutti, Ankama, collection Hostile Holster, 2012  (ISBN 978-2-359-10210-9)
- IR$ - All Watcher, scénario de Stephen Desberg, Le Lombard, collection Troisième Vague

4. La Spirale Mc Parnell, dessins d'Andrea Mutti, 2010  (ISBN 978-2-8036-2625-0)
- Nero, scénario d'Alex Crippa, dessins d'Andrea Mutti, Casterman, Ligne Rouge

1. La Cinquième Victime, 2006  (ISBN 2-203-39243-6)
2. Arkhangelsk, 2007  (ISBN 978-2-203-00334-7)
3. Le Disciple, 2008  (ISBN 978-2-203-01244-8)

- Rage, scénario d'Arvid Nelson, dessins d'Andrea Mutti, Panini Comics

1. Après l'impact, 2012  (ISBN 978-2-8094-2234-4)

- Re-Mind, scénario d'Alcante, dessins d'Andrea Mutti, Dargaud

1. Tome 1, 2010  (ISBN 978-2-505-00803-3)
2. Tome 2, 2011  (ISBN 978-2-505-00978-8)
3. Tome 3, 2011  (ISBN 978-2-505-01145-3)
4. Tome 4, 2012  (ISBN 978-2-505-01499-7)

- S.A.S., Glénat

1. Pacte avec le Diable, scénario d'Umberto Ciance, dessins d'Andrea Mutti, 2006  (ISBN 2-7234-5407-X)
3. Mission : Cuba, scénario de Martin Eden, dessins d'Andrea Mutti, 2007  (ISBN 978-2-7234-5982-2)
5. Polonium 210, scénario de Martin Eden, dessins d'Andrea Mutti, 2008  (ISBN 978-2-7234-6219-8)
- Section financière, scénario de Richard Malka, dessins d'Andrea Mutti, Vents d'Ouest, collection Turbulences

1. Corruption, 2006  (ISBN 2-7493-0254-4)
2. Délit d'initié, 2007  (ISBN 978-2-7493-0349-9)
3. Neuro-Terrorisme, 2008  (ISBN 978-2-7493-0458-8)
4. Paradis artificiels, 2012  (ISBN 978-2-7493-0549-3)

- Star Wars, Delcourt, collection Lucas Books

3. Dossier Tom Palmer, scénario de John Jackson Miller, dessins d'Andrea Mutti, 2013  (ISBN 978-2-7560-3897-1)
- Le Syndrome de Caïn[6], scénario de Nicolas Tackian, dessins d'Andrea Mutti (sous le nom de Red pour le tome 1), Soleil Productions, collection Terres Secrètes

1. Projet Cold Fusion, 2007  (ISBN 978-2-84946-707-7)
2. Le Conseil des ombres, 2007  (ISBN 978-2-84946-941-5)
3. Les Frères d'Enoch, 2008  (ISBN 978-2-302-00067-4)
4. La Rose et la croix, 2008  (ISBN 978-2-302-00233-3)
5. Le Cartel, 2009  (ISBN 978-2-302-00483-2)
6. L'Œuvre au noir, 2009  (ISBN 978-2-302-00829-8)

- Wolverine, Panini Comics

2. L'Orgueil précède la Chute, scénario de Rob Williams, dessins de Mick Bertilorenzi, Craig Yeung, Andrea Mutti et Matteo Buffagni, 2012  (ISBN 978-2-8094-2802-5)
3. Alpha et omega, scénario d'Anthony Winn, dessins de Mick Bertilorenzi, Craig Yeung, Andrea Mutti et Roland Boschi, 2012  (ISBN 978-2-8094-2899-5)